# Dwayne Johnson
Dwayne Douglas Johnson, thường được biết đến với nghệ danh Dwayne Johnson hay The Rock (sinh ngày 2 tháng 5 năm 1972), là một nam diễn viên, doanh nhân, nhà sản xuất điện ảnh kiêm đô vật chuyên nghiệp người Mỹ.
Johnson từng tham gia đội bóng bầu dục tại Đại học Miami, và cũng tại đây anh đã giành chức vô địch quốc gia cho đội bóng bầu dục Miami Hurricanes 1991. Sau khi bị loại khỏi đội Calgary Stampeders của Canadian Football League 2 tháng sau khi mùa giải 1995 bắt đầu, anh bắt đầu quá trình luyện tập cho sự nghiệp đấu vật chuyên nghiệp, nối tiếp nhiều thành viên trong gia đình, trong đó có ông ngoại Peter Maivia và cha của anh, Rocky Johnson.
Được công nhận rộng rãi là một trong những đô vật chuyên nghiệp vĩ đại nhất trong làng đô vật thế giới, Johnson bắt đầu có được nhiều danh tiếng nhờ tham gia Liên đoàn Đấu vật Thế giới WWF (nay là WWE) từ năm 1996 tới năm 2004 và là đô vật thế hệ thứ ba đầu tiên trong lịch sử công ty. Anh trở lại tham gia WWE bán thời gian từ năm 2011–2013. Johnson từng tám lần vô địch giải WWF/WWE Championship,hai lần vô địch giải WCW/World Heavyweight Championship, hai lần vô địch giải WWE Intercontinental Championship và năm lần vô địch giải World Tag Team Championship. Anh là người thứ sáu đạt danh hiệu Triple Crown ở giải WWE và giành chiến thắng ở sự kiện Royal Rumble 2000. Cuốn tự truyện The Rock Says...của anh ra mắt ở vị trí quán quân trên danh sách bán chạy của tạp chí The New York Times năm 2000.
Vai diễn chính đầu tiên của Johnson là trong phim điện ảnh Vua Bọ cạp năm 2002. Với vai diễn này, anh được trả 5,5 triệu USD, một kỷ lục mới đối với vai chính đầu tiên của một diễn viên. Một vai diễn khác đáng chú ý của anh là Luke Hobbs trong thương hiệu Fast & Furious. Anh cũng tham gia sản xuất và dẫn chương trình The Hero, một cuộc thi truyền hình thực tế và kể từ đó vẫn tiếp tục sản xuất các chương trình truyền hình và phim điện ảnh thông qua công ty sản xuất riêng là Seven Bucks Productions. Năm 2013, Forbes xếp Johnson vào vị trí thứ 25 trong danh sách Top 100 ngôi sao quyền lực nhất và kể từ đó mỗi năm anh luôn lọt vào trong top 20. Ngoài ra anh còn là diễn viên có mức thù lao cao nhất năm 2016. Năm 2021, Dwayne Johnson tuyên bố rằng anh muốn trở thành diễn viên James Bond tiếp theo.

## Tiểu sử
Sinh ra ở Hayward, California và lớn lên ở Hawaii, Johnson còn nổi tiếng với biệt danh "The Rock", là con trai của Rocky Johnson, vô địch đô vật người Mỹ gốc Phi đầu tiên và ông ngoại của anh là tù trưởng Peter Maivia, người Samoa đầu tiên chơi đô vật. Khi còn là học sinh, nhờ ngoại hình cao to mà anh là một hậu vệ cừ khôi trong môn bóng bầu dục, được học bổng toàn phần của Đại học Miami chỉ để chơi bóng. Năm 1995 đánh dấu bước ngoặt với tên tuổi The Rock khi thay vì chọn giải bóng bầu dục NFL, anh lại quyết định theo đuổi WWE - Liên đoàn Đấu vật Thế giới. Johnson đã 7 lần đoạt chức vô địch WWF/E Championship, hơn kỷ lục cũ của Hulk Hogan và Bret Hart. Anh được xem là một trong những đô vật nổi tiếng nhất trong lịch sử.
Trong lĩnh vực điện ảnh, một trong những bộ phim nổi tiếng mà Johnson tham gia là bộ phim bom tấn Xác ướp trở lại của đạo diễn Stephen Sommers, với doanh thu hơn 450 triệu đô La trên toàn thế giới. Tiếp sau đó là bộ phim nổi tiếng Vua Bọ cạp, với kỷ lục về doanh thu bán vé cao nhất tuần đầu ra mắt. Johnson sau đó tham gia một số bộ phim đáng chú ý như Điệp viên 86: Nhiệm vụ bất khả thi, Cuộc đua đến núi phù thủy, Planet 51, Chàng tiên răng và Siêu cớm tranh tài. Năm 2008, Entertainment Weekly đưa Johnson vào danh sách những diễn viên hạng A của Hollywood cùng với Robert Downey, Jr., Ellen Page, James McAvoy và Amy Adams.
Ngoài ra, Johnson còn tham gia sản xuất một số bộ phim như Journey 2: Hòn đảo huyền bí và Héc-quyn. Năm 2011, anh tham gia Fast & Furious 5: Phi vụ Rio với tổng doanh thu lên tới 626 triệu USD. Bộ phim Journey 2: Hòn đảo huyền bí mà Johnson tham gia năm 2012 là một trong những bộ phim có doanh thu bán vé cao kỷ lục với hơn 325 triệu USD trên toàn thế giới.
Năm 2013, Johnson liên tiếp xuất hiện trong một loạt phim điện ảnh gồm Snitch, G.I. Joe: Báo thù, Empire State và Pain & Gain. The Rock đã quay lại WWE 2 năm trước và giành thêm chức vô địch WWE một lần nữa khi anh đánh bại CM Punk tại Royal Rumble 2013. Sau đó anh bị mất danh hiệu vô địch WWE tại Wrestlemania XXIX khi đối đầu với John Cena. Tháng 6 năm 2013, Johnson xuất hiện trong chương trình truyền hình The Hero với vai trò là người cố vấn khích lệ những vận động viên hàng tuần khi họ đối mặt với những thử thách.

## Danh sách phim

### Điện ảnh
| Năm  | Phim                               | Vai diễn                                                 | Ghi chú                            | Nguồn         |
| ---- | ---------------------------------- | -------------------------------------------------------- | ---------------------------------- | ------------- |
| 1999 | Beyond the Mat                     | Himself                                                  | Documentary                        | [ 16 ]        |
| 2001 | Xác ướp trở lại                    | Mathayus of Akkad / The Scorpion King                    |                                    |               |
| 2001 | Longshot                           | Mugger                                                   | Cameo                              |               |
| 2002 | The Scorpion King                  | Mathayus of Akkad / The Scorpion King                    | First lead role                    |               |
| 2003 | The Rundown                        | Beck                                                     |                                    |               |
| 2004 | Walking Tall                       | Christopher "Chris" Vaughn, Jr.                          |                                    | [ 17 ]        |
| 2005 | Be Cool                            | Elliot Wilhelm                                           |                                    | [ 18 ]        |
| 2005 | Doom                               | Sgt. Asher "Sarge" Mahonin                               |                                    |               |
| 2006 | Southland Tales                    | Boxer Santaros / Jericho Cane                            |                                    | [ 19 ]        |
| 2006 | Gridiron Gang                      | Coach Sean Porter                                        |                                    | [ 20 ]        |
| 2007 | Reno 911!: Miami                   | Agent Rick Smith                                         | Cameo                              | [ 21 ]        |
| 2007 | The Game Plan                      | Joe Kingman                                              |                                    |               |
| 2008 | Get Smart                          | Agent 23                                                 |                                    |               |
| 2009 | Cuộc đua đến núi phù thủy          | Jack Bruno                                               |                                    | [ 22 ]        |
| 2009 | Planet 51                          | Cpt. Charles T. Baker                                    | Voice role                         | [ 23 ]        |
| 2010 | Tooth Fairy                        | Derek Thompson / Tooth Fairy                             |                                    |               |
| 2010 | Why Did I Get Married Too?         | Daniel Franklin                                          | Uncredited cameo                   |               |
| 2010 | Siêu cớm tranh tài                 | Christopher Danson                                       |                                    | [ 25 ]        |
| 2010 | You Again                          | Air Marshal                                              | Uncredited cameo                   |               |
| 2010 | Faster                             | Jimmy Cullen / Driver                                    |                                    |               |
| 2011 | Fast & Furious 5: Phi vụ Rio       | DSS Agent Luke Hobbs                                     |                                    | [ 26 ]        |
| 2012 | Journey 2: Hòn đảo huyền bí        | Hank Parsons                                             | Also co-producer                   | [ 27 ]        |
| 2013 | Snitch                             | John Matthews                                            | Also producer                      | [ 28 ]        |
| 2013 | G.I. Joe: Báo thù                  | Marvin F. Hinton / Roadblock                             |                                    |               |
| 2013 | Pain & Gain                        | Paul Doyle                                               |                                    | [ 29 ]        |
| 2013 | Fast & Furious 6                   | DSS Agent Luke Hobbs                                     |                                    | [ 30 ]        |
| 2013 | Empire State                       | Det. James Ransome                                       | Direct-to-video film               | [ 25 ]        |
| 2014 | Hercules                           | Hercules                                                 |                                    | [ 25 ]        |
| 2015 | Fast & Furious 7                   | DSS Agent Luke Hobbs                                     |                                    | [ 31 ]        |
| 2015 | Khe nứt San Andreas                | Ray Gaines                                               |                                    |               |
| 2016 | Điệp viên không hoàn hảo           | Robbie Weirdicht / Bob Stone                             |                                    |               |
| 2016 | Hành trình của Moana               | Maui                                                     | Lồng tiếng                         |               |
| 2017 | Fast & Furious 8                   | Luke Hobbs                                               |                                    |               |
| 2017 | Đội cứu hộ bãi biển                | Lt. Mitch Buchannon                                      | Also executive producer            |               |
| 2017 | Rock and a Hard Place              | Himself                                                  | Also executive producer            |               |
| 2017 | Jumanji: Trò chơi kỳ ảo            | Dr. Xander "Smolder" Bravestone                          | Also executive producer            | [ 32 ] [ 33 ] |
| 2018 | Siêu thú cuồng nộ                  | Davis Okoye                                              | Also executive producer            | [ 34 ]        |
| 2018 | Tòa tháp chọc trời                 | Will Sawyer                                              | Đồng sản xuất phim                 | [ 35 ]        |
| 2019 | Fighting with My Family            | Chính mình                                               | Đồng sản xuất phim                 | [ 36 ]        |
| 2019 | Shazam!                            | Không rõ                                                 | Executive producer                 |               |
| 2019 | Fast & Furious: Hobbs & Shaw       | Luke Hobbs                                               | Đồng sản xuất phim                 | [ 37 ]        |
| 2019 | Trò chơi kỳ ảo: Thăng cấp          | Dr. Xander "Smolder" Bravestone                          | Đồng sản xuất phim                 | [ 38 ]        |
| 2021 | Jungle Cruise: Thám hiểm rừng xanh | Francisco Lopez de Heredia / Captain Frank Skipper Wolff | Đồng sản xuất phim                 |               |
| 2021 | Giải cứu "Guy"                     | Bank Robber #2                                           | Voice cameo                        | [ 39 ]        |
| 2021 | Lệnh truy nã đỏ                    | FBI Agent John Hartley                                   | Đồng sản xuất phim                 |               |
| 2022 | Liên minh Siêu thú DC              | Krypto the Superdog                                      | Lồng tiếng kiêm đồng sản xuất phim | [ 40 ]        |
| 2022 | Black Adam                         | Teth Adam / Black Adam                                   | Đồng sản xuất phim                 |               |
| 2023 | Fast & Furious X                   | Lucas "Luke" Hobbs                                       |                                    |               |
| 2023 | Once Upon a Studio                 | Maui                                                     | Lồng tiếng                         |               |
| 2024 | Red One: Mật mã đỏ                 | Callum Drift                                             | Đồng sản xuất phim                 |               |
| 2024 | Hành trình của Moana 2             | Maui                                                     | Lồng tiếng                         |               |

### Truyền hình
| Năm       | Tiêu đề                  | Vai diễn             | Ghi chú                                                   | Nguồn  |
| --------- | ------------------------ | -------------------- | --------------------------------------------------------- | ------ |
| 1999      | That '70s Show           | Rocky Johnson        | Episode: "That Wrestling Show"                            |        |
| 1999      | The Net                  | Brody                | Episode: "Last Man Standing"                              |        |
| 2000      | Star Trek: Voyager       | The Champion         | Episode: "Tsunkatse"                                      |        |
| 2000–2017 | Saturday Night Live      | Himself              | Host; 5 episodes                                          |        |
| 2007      | Cory in the House        | Himself              | Episode: "Never the Dwayne Shall Meet"                    |        |
| 2007      | Hannah Montana           | Himself              | Episode: "Don't Stop Til You Get the Phone"               |        |
| 2009      | Wizards of Waverly Place | Himself              | Episode: "Art Teacher"                                    |        |
| 2009      | 2009 Kids' Choice Awards | Himself              | Host; TV special                                          |        |
| 2010      | Family Guy               | Himself              | Episode: "Big Man on Hippocampus"                         |        |
| 2010      | Transformers: Prime      | Cliffjumper          | Voice role; episode: "Darkness Rising, Part 1"            | [ 41 ] |
| 2013      | The Hero                 | Himself              | Host; also executive producer                             |        |
| 2014–2015 | Wake Up Call             | Himself              | Host; also creator and executive producer                 |        |
| 2015      | Lip Sync Battle          | Himself              | Episode: "Dwayne Johnson vs. Jimmy Fallon"                |        |
| 2015–2019 | Ballers                  | Spencer Strasmore    | 47 episodes; also executive producer                      |        |
| 2016      | 2016 MTV Movie Awards    | Himself              | Co-host; TV special                                       |        |
| 2017      | Lifeline                 | Himself              | Episode: "In 33 Days You'll Die"; also executive producer | [ 42 ] |
| 2019–2020 | The Titan Games          | Himself              | Host; also creator and executive producer                 |        |
| 2021–nay  | Young Rock               | Adult Dwayne Johnson | Narrator; also creator and executive producer             | [ 43 ] |
| 2021      | Behind the Attraction    | Himself              | Episode: "Jungle Cruise"; also executive producer         | [ 44 ] |

## Danh sách đĩa nhạc
| Năm  | Bài hát                  | Album                                 |
| ---- | ------------------------ | ------------------------------------- |
| 2000 | "It Doesn't Matter"      | The Ecleftic: 2 Sides II a Book       |
| 2001 | "Pie"                    | WWF The Music, Vol. 5                 |
| 2005 | "You Ain't Woman Enough" | Nhạc phim Be Cool                     |
| 2010 | "Wind Beneath My Wings"  | Nhạc phim Chàng tiên răng             |
| 2012 | "What a Wonderful World" | Nhạc phim Journey 2: Hòn đảo huyền bí |
| 2016 | "You're Welcome"         | Nhạc phim Hành trình của Moana        |

## Chiêu thi đấu (WWE)
- Rock Bottom (Đòn kết liễu)
- Jumping Clothesline
- Neckbreaker
- Punch Combo
- Belly To Belly Suplex
- Snap DDT
- Spinebuster
- Samoan Drop
- Sharpshoote
- People's Elbow